# エドガー・ポーツネル
エドガー・ポーツネル（1740年5月12日 - ）は、1972年2月から1976年5月にかけて主に『別冊少女コミック』（小学館）に連載された漫画『ポーの一族』（萩尾望都）の主人公。架空の人物。イギリス貴族エヴァンズ伯爵と、うら若き愛人メリーウェザーとの間に生まれた第1子。男性。作者の全作品を代表するキャラクターでもある。2016年5月、『月刊フラワーズ』7月号に掲載の「春の夢」で40年ぶりに再登場した。

## 経歴
1740年に生誕し、その4年後に妹のメリーベルが生まれる。病弱だったメリーウェザーの死後、エヴァンズ伯爵が子供たちを正式に引き取ろうとしたため、本妻の逆鱗（げきりん）に触れ、エドガーは彼女の召使いの手によってメリーベルと共に森の中に捨てられ、スコッティの村の老ハンナ・ポーに拾われ彼女の館で育てられることになる。しかし優しい老ハンナの正体は、バンパネラ（吸血鬼）であった。
1751年、11歳になったエドガーは、バンパネラの秘密の儀式を目撃してしまったため、20歳になったら彼らの仲間となることを強要される。愛する妹を事実上人質にとられる形となったエドガーは承諾するが、その3年後の1754年、老ハンナは彼女を吸血鬼と疑う村民たちの手により、杭を心臓に打ち込まれ殺されてしまう。老ハンナは灰となって消滅し、その光景を目撃したスコッティの村民たちが館を襲撃する準備にかかる。館の一族は夜間逃亡を余儀なくされるがその最中、老ハンナの遺志を重んじた大老（キング）ポーの血を体内に注がれ、エドガーはバンパネラへと変化する。ポーの一族であるポーツネル男爵とその妻シーラの養子となったエドガーは、以後、永遠に少年の姿のまま生き続ける苦悩と運命を背負うことになった。
それからさらに3年後の1757年、最愛の妹メリーベルを一族に加え、ポーツネル男爵夫妻と共に4人で100年以上の時を過ごすことになる（「メリーベルと銀のばら」）。
1879年、ポーの村に新しい血を加えるため、ポーツネル男爵夫妻とメリーベルと共に人里へやってくる。そこでアラン・トワイライトに出会い、一族に加えようと考え、友人として近づきながらも機会をうかがっていた。しかし、クリフォード医師に正体を見破られてしまい、メリーベルは銀の弾丸を撃ち込まれて消滅、続いて男爵夫妻も消滅する。深い悲しみと絶望に沈む中、悲しみと寂しさを埋め合わせるためにアランを一族に加え、以後100年近くの時を2人で駆け巡る（「ポーの一族」）。
1976年、エヴァンズ家の末裔（まつえい）、エディス・エヴァンズを火災から救出する際、アランが誤って燃え盛る階下に落下してしまい、エドガーはその後を追って飛び降りてしまう。それ以降、消息は不明になる（「エディス」「ユニコーン」）。
2015年の暮れに、アーサー・トマス・クエントン卿を一人で訪れる。それまでは、かつて自分が育った村の地下の洞窟で、ほとんど炭と化した塊のアランを抱きしめて眠り続けていた。ひどく衰弱して“グール”のような怪物の姿に変化してしまったが、彼のもとで元の姿に回復する。2016年、ミュンヘンでエドガーと同じく大老ポーの直系の血を受けたバリー・ツイストと出会い、アランを元に戻すためにバリーについてゆく（「ユニコーン」）。

## 人物
見た目は、澄んだ青い瞳が印象的な、巻き毛の14歳の少年。
人間だった頃はごく普通の少年であり、「捨て子」とはやし立てられれば立ち向かっていく負けん気の強い性質の持ち主だった。すこぶる妹思いでもあり、メリーベルに注ぐ献身的な深い愛情は、バンパネラとなってからも彼の内面に根を張り続け、以後200年に渡って繰り広げられる数々の物語を織り成す強靭（きょうじん）な縦糸となった。エドガーの「少年」らしい、もしくは「人間」らしい振る舞いが見られるのは1744年から1757年までを舞台にした中篇「メリーベルと銀のばら」、および1820年を舞台にした「エヴァンズの遺書」においてぐらいのものである（「エヴァンズの遺書」では、エドガーは記憶を失い、幼児のようになってしまっているのだが）。彼はメリーベルへの深い愛と、人間に戻りたいというかなわぬ望みを抱き続けながら長い年月を生きているのだが、底知れぬ絶望は表に現われることはない。美しい青い眼は氷のように冷たく、物言いは常にシニカルである。
この壮大な物語の幕開けである短編「すきとおった銀の髪」の主人公チャールズには、「あれでぼくと同い年だって。百も年上みたいに見つめて……つめたい目。」などとつぶやかれている。あくまでも14歳の少年の姿かたちをしていながら、そして心の一部分は14歳のみずみずしさを保っていながらも、ふとした瞬間にこの世のものならぬ魔をのぞかせる彼は、その時代時代に出会った人々の心に峻烈（しゅんれつ）な印象を残して通り過ぎていく。1934年のロンドンを舞台にした短編「ホームズの帽子」の主人公ジョン・オービンに至っては、エドガーとの出会い以来、「魔物」の魅力にとりつかれてしまい、エドガーを追い求めることに残りの数十年の人生を捧げるのである。
読者もまた、ジョン・オービンと似た想いを抱かされる。生きていればいつかエドガー・ポーツネルに出会える一瞬があるのではないかと夢想せずにはいられない麻薬的な魅力を、この幻想的な物語の主人公は包含しているのである。

## 特技・趣味・癖
- 乗馬が得意で、「エヴァンズの遺書」ではヘンリー・エヴァンズ伯爵から「すじがいい」と言われ、アーネストにも「なんと軽く手なれた乗馬だ」と感心されている。また、馬車の扱いにも慣れている[3]。
- 手先が器用で、「メリーベルと銀のばら」でメリーベルのために川遊び用の小さな水車を作ったり[4]、「ピカデリー7時」ではリリアの恋人のポールから手紙をすり取っている。
- 推理や謎解きが趣味と特技を兼ねており、「小鳥の巣」でロビン・カーの死の真相をほぼ探り当て、「ピカデリー7時」ではポリスター卿が失踪した原因を推理している。また「エディス」では、住んでいるエディス自身が知らなかったエヴァンズ家の二重階段と隠し部屋[5]を探り当てている。
- 「リデル・森の中」でリデルにコールドチキンを食べさせるなど、料理ができる[6]。
- 「小鳥の巣」でロザリー姫（ロザリンド）を演じたり、「エディス」ではエディスの服を着て盗品売買犯のボスたちを引きつけたりするなど、女装が似合う[7]。
- 「はるかな国の花や小鳥」で、エルゼリから「あなたはテノールね、いい声だわ」と言われていることから、歌は上手いようである。「春の夢」ではシューベルトの「春の夢」を歌っている。ただし、アランよりは声が低い[8]。また、「ユニコーン」ではピアノを弾いている。
- 「ポーの一族」と「エヴァンズの遺書」でメリーベルやヘンリー・エヴァンズ伯爵から指摘されているように、バラなど花の枝を折る癖がある（「エヴァンズの遺書」では、バラではなく椿の枝を折っている）[9]。ただし、アランと2人で暮らすようになってからは、この癖は1度も見られない[10][11]。

## 名前の由来
エドガーの名は、エドガー・アラン・ポーに由来することが、作者自身により明らかにされている。

## 他作品での引用
- 『銀河荘なの!』（木原敏江）

大学教授のクイーンが吸血鬼の講義を始めるシーンでエドガー登場。
- 『おいしい関係』（槇村さとる）

「ヤングユーコミックス」5巻のカラー扉に、高橋 薫がエドガーに扮装しているイラストが描かれている。
- 『パタリロ!』（魔夜峰央）

「巻き毛がかわいいバンパネラねずみ」のナレーションとともに出現するネズミ、バンパネラねずみはエドガーのパロディとして描かれている。
- 『ひまわりっ 〜健一レジェンド〜』（東村アキコ）

作品中で描かれる本作のパロディ作品『ペーの一族』の中で、主人公の林家ペーがエドガーの姿で描かれている。

## 他の作家にとってのエドガー
- 有吉玉青

朝日新聞夕刊のシリーズ「わが青春のヒーロー」(in 1975) にエドガー・ポーツネルを採り上げている。
- 道原かつみ

萩尾作品で何度もSF的快感を体験した中での1番の萩尾ショックを、15歳の誕生日に「エ…エドガーより年上になってしまったあああっ」ことだと自身のイラストで描いている。
- 赤石路代

漫画教室に通っていた頃、授業で説明をしたいのにうまく説明できず「あ、もういいです」と諦めたとき、作者から「伝えることをあきらめてはいけません。編集と話しているとそんなこと、よくあることですから」と言われたことを、作者の似顔絵が描けないのでと替わりにエドガーの姿で描いている。

## エドガーを演じた俳優・声優

### ラジオドラマ
- 遥くらら

1980年1月1日 - 6日、NHK-FMで放送の「ラジオドラマ ポーの一族」（「グレンスミスの日記」）にて。
遥はエドガーと女性役を演じた。
- 朴璐美

2007年10月6日より毎週土曜日、ラジオ関西で放送のアニたまどっとコム内の「連続ラジオドラマ ポーの一族」にて。
朴はドラマでエドガーを演じるとともに、番組のパーソナリティを務めた。

### ドラマCD
- 朴璐美

「連続ラジオドラマ ポーの一族」放送終了後、各4話ずつ収録で全6巻が発売された「連続ラジオドラマ ポーの一族」ディレクターズカット版にて。
- 松岡禎丞

2013年3月22日、映劇のドラマCDレーベル「e☆star」より発売された「ポーの一族 エドガーとアラン篇」にて。

### 舞台
- 明日海りお

2018年1-3月、宝塚大劇場・東京宝塚劇場において宝塚歌劇団花組により上演のミュージカル・ゴシック『ポーの一族』にて。
宝塚歌劇団退団後の2021年1月 - 2月にも、宝塚歌劇団とは別のセレクションメンバーによるミュージカル・ゴシック『ポーの一族』にてエドガーを演じている。